# 上條誠
上条 誠（かみじょう まこと、1987年8月28日 - ）は、日本の美容師、元俳優である。当時の所属事務所はATプロダクション。神奈川県横浜市出身。

## 略歴
2001年、オリジナルビデオ『ウルトラマンティガ外伝 古代に蘇る巨人』に出演。当時13歳であり、ウルトラマンに変身する役を演じた俳優としては歴代最年少を記録した。
2005年頃にMen’s Eggの読者モデルとして活動していた。現在は都内で美容師として働いており、俳優業は実質引退状態にある。

## 出演

### テレビドラマ
- ブースカ! ブースカ!!（1999年、テレビ東京）つっくん 役
- ウルトラマンコスモス 第24話（2001年、毎日放送）高杉純 役
- エスパー魔美 （2002年、NHK）高畑和夫 役
- 鋼鉄天使くるみpure（2002年、テレビ神奈川）神維仲人 役
- はぐれ刑事純情派（2003年、テレビ朝日）小宮守 役
- 大好き!五つ子6 第18回（2004年、TBS）サーファー 役
- ウルトラQ dark fantasy 第10話（2004年、テレビ東京系）ヒタキ 役
- 仮面ライダー剣 第31-34話（2004年、テレビ朝日）キング 役
- 大奥 〜第一章〜 第2話（2004年、フジテレビ）稲葉正勝（少年期） 役
- 救命病棟24時（第3シリーズ）第1話（2005年、フジテレビ）進藤に救助を頼む青年 役
- 名奉行! 大岡越前 第7話（2005年、テレビ朝日）房吉 役

### 映画
- 怪談新耳袋劇場版 「姿見」（2004年8月）

### オリジナルビデオ
- ウルトラセブン 約束の果て（1999年11月）
- ウルトラマンティガ外伝 古代に蘇る巨人（2001年1月）アムイ 役

### ゲーム
- 仮面ライダー剣（2004年、PS2） - キング / コーカサスビートルアンデッド 役